# François Grimaldi
Pour l'article sur le physicien et astronome bolonais, consulter Francesco Grimaldi.
Francesco Grimaldi, francisé en François Grimaldi et dit « le Rusé » (Malizia en italien), né à Gênes et mort en 1309 à Vintimille, est un homme d'État génois du XIIIe siècle qui s'empare de Monaco le 8 janvier 1297 et établit la dynastie des Grimaldi, toujours régnante au XXIe siècle.

## Biographie
François Grimaldi est le descendant d'Otto Canella, consul de Gênes en 1133. Il est le fils de Guglielmo Grimaldi et de Giacobina (ou Giacoba), une Génoise.
Il est chassé de Gênes quand les guelfes, qui soutiennent le pape, sont sévèrement battus près de la ville[réf. nécessaire].
Le 8 janvier 1297, il s'empare de la forteresse génoise du rocher de Monaco au nom de son cousin Rainier. Bien que disposant d'une petite armée, il se déguise en moine franciscain demandant l'asile pour la nuit afin d'y pénétrer, avant d'ouvrir les portes durant la nuit à ses soldats. Il tire son surnom de cet épisode, Malizia (« le Rusé »).
Il ne peut cependant consolider cette conquête immédiatement et les Génois reprennent la citadelle le 10 avril 1301. Il faut attendre ses cousins, l'amiral Antoine Grimaldi († 1358), de la branche des Grimaldi d'Antibes, et Charles Ier († 1357), seigneur de Monaco, pour voir la famille s'imposer sur le rocher. Un siècle plus tard, les efforts de Lambert Grimaldi (1425-1494) permettront à la maison Grimaldi de devenir définitivement souveraine de la seigneurie de Monaco[réf. nécessaire].
Marié en 1295 à Aurelia del Caretto, il n'a pas d'enfant. Les Grimaldi régnant actuellement sur Monaco descendent de son cousin Rainier Ier[réf. nécessaire].

## Hommages
Il s'agit d'un personnage devenu légendaire à Monaco, considéré comme le fondateur de la principauté. Son souvenir est immortalisé sur les armoiries des Grimaldi, par la présence comme tenants de part et d'autre de l'écu, de deux moines franciscains qui brandissent l'épée, ainsi que par une statue grandeur nature près de l'enceinte du palais de Monaco[réf. nécessaire].

## Armoiries

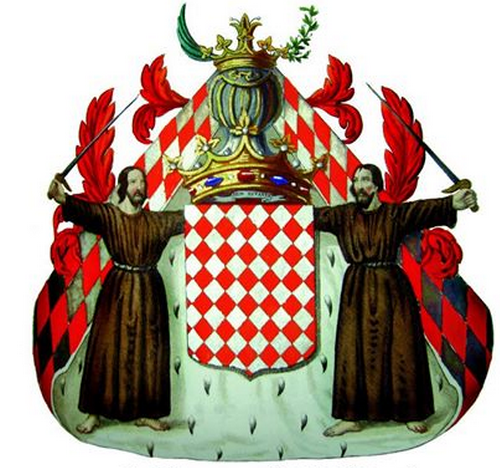
Armoiries des seigneurs de Monaco.

| Blason | Blasonnement : Fuselé d'argent et de gueules. |